# 巴亚诺波利斯
巴亚诺波利斯是巴西巴伊亚州的一个市镇。总面积3360.09平方公里，总人口9672人，人口密度2.9人/平方公里。